# Rivière Olomane
Der Rivière Olomane ist ein ca. 298 km langer Zufluss des Sankt-Lorenz-Golfes in der kanadischen Provinz Québec.

## Flusslauf
Der Rivière Olomane verläuft in der Verwaltungsregion Côte-Nord. Er hat seinen Ursprung an der Grenze zu Neufundland und Labrador. Das Quellgebiet liegt 6 km nordöstlich des Lac Bastille auf einer Höhe von 550 m. Von dort fließt er anfangs ein kurzes Stück nach Westen, wendet sich aber bald ein kurzes Stück nach Süden und schließlich in Richtung Ostsüdost. Nach 96 km biegt der Rivière Olomane nach Süden ab und behält den Kurs bis zu seiner Mündung. Er erreicht östlich des Innu-Reservates La Romaine den Sankt-Lorenz-Golf.
Der mittlere Abfluss an der Mündung beträgt 137 m³/s. Das Einzugsgebiet umfasst 5439 km². Es grenzt im Osten an die Einzugsgebiete von Rivière du Petit Mécatina und Rivière Étamamiou sowie im Westen an die von Rivière Natashquan, Rivière Musquaro und Rivière Washicoutai.
Es gibt Pläne für den Bau eines Wasserkraftwerks mit einer Leistung von 5 MW am Flusslauf.